# 曾孝箴
曾孝箴（1932年10月1日—2022年6月11日），男，云南昆明人，中国地球物理探测仪器专家，长春地质学院（现吉林大学）教授。

## 生平
曾孝箴的祖辈在云南经营矿业。在抗日战争时期就读于昆明南菁中学。1951年考入东北工学院物理系。1952年全国院系调整后，东北工学院的物理系被划到长春地质学院地球物理系。1955年毕业后留校任教，历任助教、副教授、教授。长期从事高精度、智能化地学仪器研究工作。曾任长春地质学院智能仪器研究所所长，民盟中央委员，民盟吉林省委副主委、第九至十届主委，第六至九届全国人大代表（1983年－2003年），第八至九届吉林省人大常委会副主任（1998年－2002年）等职。1979年获吉林省劳动模范称号，1991年开始享受国务院政府特殊津贴。2022年6月11日12时在长春逝世。

## 贡献
1950年代末，带领地矿部302研究室的科研组自主研制出中国第一台航空核子旋进磁力仪，获1965年国家发明奖。
在第九届全国人大四次会议上，呼吁振兴中国仪器仪表产业。